# Goldbach (Bawaria)
Goldbach – gmina targowa w Niemczech, w kraju związkowym Bawaria, w rejencji Dolna Frankonia, w regionie Bayerischer Untermain, w powiecie Aschaffenburg. Leży około 5 km na północny wschód od Aschaffenburga, przy autostradzie A3, drodze B26 i linii kolejowej Frankfurt nad Menem – Würzburg.

## Dzielnice
W skład gminy wchodzą dwie dzielnice: 
- Unterafferbach
- Goldbach

## Polityka
Wójtem jest Thomas Krimm. Rada gminy składa się z 24 członków:
|      | CSU | SPD | Wolna Grupa Wyborcza | Razem     |
| 2002 | 10  | 3   | 11                   | 24 miejsc |

## Współpraca
Miejscowość partnerska:
- Courseulles-sur-Mer, Francja